# Château de Bontin
Pour les articles homonymes, voir Bontin.
Le château de Bontin est un château situé sur la commune des Ormes, dans le département de l'Yonne, en France.

## Localisation
Le château se trouve à l'ouest du village.

## Historique
L'édifice est inscrit partiellement (intérieurs du château, communs, pigeonnier, parc) au titre des monuments historiques en 1994 et est classé (façades et toitures du château et des deux pavillons d'entrée, douves, ponts, terre-plein du château, cheminées) en 1995.